# Pećka Banja
Pećka Banja ili Banja Istok (albanski: Banja e Pejës) je naselje u općini Istok u Kosovu. Naselje se nalazi u zapadnom dijelu regije Metohije 80 km od Prištine i 12 km od Peći, u šumovitom masivu planina Prokletije i Rugovske klisure. U blizini protiču rijeke Bijeli Drim i Pećka Bistrica.
Susjedne mjesne zajednice su Vrele na sjeveru, Dobruša na jugoistoku i grad Peć na jugozapadu. Naselje je poznato po toplicama koje su koristili stari Rimljani, srednjovjekovna srpska vlastela i Turci za vrijeme svoje vladavine. Temperatura mineralne vode koja izvire u Pećkoj Banji je od 11 do 47 °C.

## Demografija
Prema popisu stanovništva iz 2011. godine u Pećkoj Banji živi 1.350 stanovnika, većinsko stanovništvo su Albanci, zatim Bošnjaci i Đupci (Egipćani).
| broj stanovnika | 158   | 139   | 243   | 374   | 1168  | 2126  | 1350  |
|                 | 1948. | 1953. | 1961. | 1971. | 1981. | 1991. | 2001. |

| Etnički sastav 2011. |            |       |
| Narod                | Stanovnika |       |
| Albanci              | 1.182      | 86,91 |
| Bošnjaci             | 115        | 8,45  |
| Đupci                | 56         | 4,12  |
| Aškalije             | 4          | 0,29  |
| Turci                | 1          | 0,07  |